# Vincenc Maiwald
P. Vincenc Maiwald (Fridolín Maiwald) (11. prosince 1862, Hostinné – 7. prosince 1951 Broumov) byl botanik a benediktin německého původu. Během komunismu byl režimem odsouzen k zapomnění. Vystudoval teologii a přírodní vědy, po vstupu do benediktinského řádu působil přes třicet let ve funkci ředitele gymnázia v broumovském klášteře. Mimo to se věnoval vědecké práci a zastával funkci knihovníka a archiváře. Napsal přes sto padesát studií a několik knih - především o botanice, regionální historii a vlastivědě Broumovska. Jeho Geschichte der Botanik in Böhmen je po celém světě uznávaná kniha.

## Život a vzdělání
Fridolín Antonín se narodil 11. prosince 1862 v Hostinném jako čtvrté dítě Václavu a Anně Maiwaldových. Otec Václav byl krejčovský mistr a kostelník, pocházel z významné rodiny žijící v Hostinném. Matka Anna Künzelová byla dcera sedláře z Podstráně u Dvora Králové.
V září roku 1868 nastoupil Fridolín studoval v měšťanské škole. Miloval podkrkonošskou přírodu. V roce 1872 vytvořil svůj první herbář. V této činnosti pokračoval až do konce svého života. V roce 1874 byl přijat na gymnázium v Hostinném, v té době chodíval rád do klášterní zahrady a věnoval se botanice. Tehdy začal sestavovat svůj první botanický atlas.
V roce 1878 přestoupil na klášterní gymnázium do Broumova, kde také začal psát všeobecný úvod pro knihu, jež ho později proslavila po celém světě Geschichte der Botanik in Böhmen.
Řehole sv. Benedikta a život v klášterním prostředí přesvědčily také Maiwalda, že právě řeholní cesta je tou, kterou se chce vydat. Po maturitě v květnu 1882 se proto rozhodl studovat teologii na pražské univerzitě a vstoupit do benediktinského řádu. V roce 1887 se mu dostalo kněžského svěcení od pražského arcibiskupa Františka Schönborna v Katedrále svatého Víta.
Po absolvování studia teologie a přírodních věd, začal v roce 1893 vyučovat na klášterním gymnáziu v Broumově.
Nadále se věnoval botanice a  v roce 1898 vychází jeho první otištěná studie o innsbruckém herbáři z roku 1748 (Ein Innsbrucker Herbar vom Jahre 1748). V nadcházejících letech mu vyšly v regionálních časopisech a gymnaziálních ročenkách, v odborných vídeňských a pražských sbornících různé studie. 
Jeho nejvýznamnější vědeckou prací je Dějiny botaniky v Čechách (Geschcihte der Botanik in Böhmen.[zdroj⁠?!] Brzy na to se stal ředitelem broumovského klášterního gymnázia, tuto funkci zastával až do roku 1936.

## Občanství
Po roce 1945 mohl na rozdíl od jiných benediktinů německé národnosti P. Maiwald zůstat na Broumovsku. V říjnu 1945 požádal o vrácení československého občanství. Jeho žádost byla zamítnuta. V únoru 1946 podal skrze advokátní kancelář druhou žádost, která byla opět zamítnuta. Vyňat z odsunu byl až po třetí žádosti z roku 1949. Stalo se tak na žádost převorů Anastáze Opaska a Johna F. Cherfa (1893-1990), převora kláštera svatého Prokopa v Lisle v USA (Saint Procopius Abbey in Lisle, Illinois, USA). V roce 1950 mu bylo také přiznáno československé státní občanství. Ten samý rok proběhla Akce K, kdy ministerstvo vnitra zřídilo z kláštera internační zařízení pro řeholníky následně řeholnice. P. Maiwald byl odvezen do charitního domova pro kněze v Rožďálovicích, kde po delší nemoci 7. prosince 1951 zemřel. Je pohřben na broumovském hřbitově.

## Ocenění
V roce 1908 byl oceněn prestižním vyznamenáním Řádem Františka Josefa. V roce 1923 získal ocenění Ministerstva veřejných prací, v roce 1931 ocenění Státního ústavu agropedologie a bioklimatologie.
Je též autorem téměř čtyřistastránkové monografie Das Buch der Heimat (Kniha domova). Ta však vzhledem ke svému datu vzniku v roce 1939 nikdy nevyšla tiskem, dochovala se pouze ve formě rukopisu a strojopisu.